# St. Ludger (Spork)

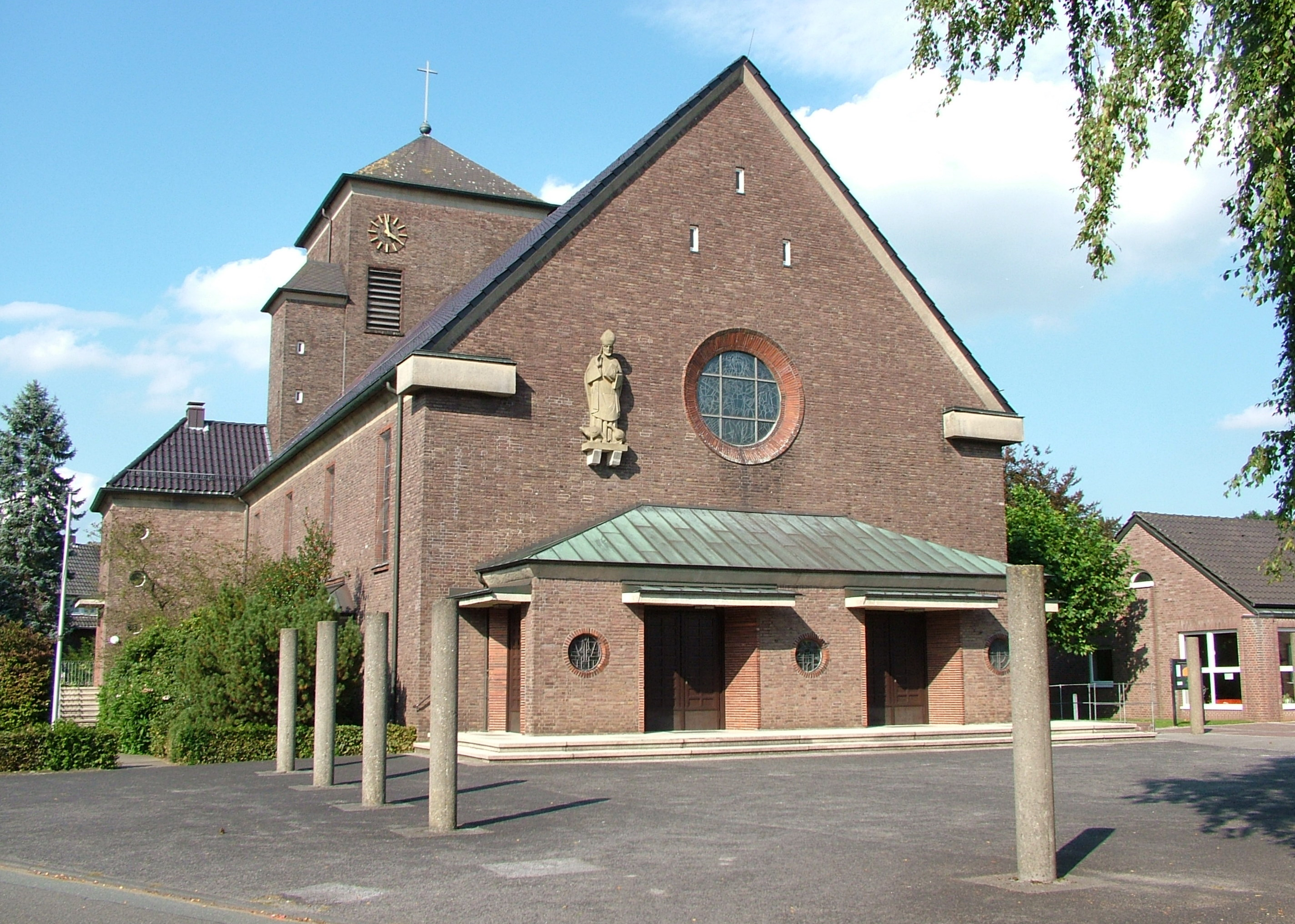
St. Ludger

St. Ludger, latinisiert St. Ludgerus, ist eine römisch-katholische Kirche im Ortsteil Spork der Stadt Bocholt und gehört dort zur Pfarrei St. Georg. Als Beispiel für expressionistische Architektur steht die 1933 eingeweihte Saalkirche seit 1984 unter Denkmalschutz.

## Beschreibung
In ihrem Äußeren knüpft die Kirche in Formen und Materialien des Backsteinexpressionismus an den gedrungen wirkenden Typus niederrheinisch-westfälischer Dorfkirchen an. Den 16 m hohen Giebel der Hauptfassade prägen ein monumentales Rundfenster, die seitlich auf einer Konsole stehende Figur des heiligen Liudger und blockartige Gesimse, die die Ecken des Giebelfeldes horizontal betonen. Dem Kirchensaal in den Maßen 23,5 × 15 m, dessen flache Holzdecke von drei Spitzbogenbindern getragen wird, ist als Eingang an der Hauptfassade ein kleiner Bau mit Windfängen und Nischen mit Taufkapelle vorgelagert. Außer dem Rundfenster belichten acht Fenster das Kirchenschiff. Über zwei Treppenaufgänge ist eine Orgelempore zu erreichen. Dem auf 8 × 8 m Grundfläche errichteten, 23,5 m hohen Kirchturm ist seitlich ein Treppenaufgang angebaut. Exzentrisch sind am Turm auch Schallluken und Kirchuhr angeordnet. Der Turm schließt mit einem flachen Pyramidendach, einer Kugel und einem 3 m hohen Kreuz ab. In seinem Obergeschoss findet sich die Glockenkammer. Im Erdgeschoss bildet der Turm einen an den Kirchensaal anschließenden Chorraum. An den Chor, den drei Fenster belichten, schließt seitlich die Sakristei an, von der bis 1965 der mittlerweile entfernte Predigtstuhl erschlossen war. Über der Sakristei liegt das Paramentenzimmer, unter ihr der Heizungs- und Kokskeller. Der Hochaltar steht auf einer Treppenanlage mit sechs Stufen. Über ihm wurde eine überlebensgroße Kreuzigungsgruppe des Bildhauers Franz Dinnendahl (1899–1944) angebracht. Zwischen Hochaltar und dem Kirchengestühl, mittig vor dem Chorraum, den ein Spitzbogen vom Kirchensaal trennt, leicht erhöht durch ein Podest, liegt der moderne Volksaltar. Die Glasmalerei der Kirchenfenster stammt von unterschiedlichen Künstlern aus zwei Perioden: Ornamente mit christlichen Symbolen eines unbekannten Künstlers aus den 1930er Jahren, Arbeiten von G. Lelivelt (ausgeführt von der Glaserei Annas, Bocholt) aus den 1950er Jahren und im großen Rundfenster die Darstellung des Gnadenstuhls von Josef Strater (ausgeführt von der Glasmalerei Derix) aus den 1930er Jahren.

## Geschichte
Die Kirche ist ein Werk des Bocholter Architekten Carl Tangerding (1891–1936). Die Feier der Grundsteinlegung fand am 12. Juni 1932 statt. Am 28. März 1933 wurde die Kirche geweiht. Die Baukosten in Höhe von 68.709 Mark sowie weitere 30.000 Reichsmark für Glocken, Fenster, Orgel, Kreuzigungsgruppe, Marienaltar, Herz-Jesu-Altar und Kreuzweg wurden aus Spenden der Sporker Gemeinde aufgebracht. Das Grundstück für den Kirchenbau erwarb ein Kirchenbau-Ausschuss bereits im Jahr 1919 aus einer Versteigerung von Teilflächen des Hauses Heidefeld. Die Kirche wurde auf dem Gelände einer Radrennbahn errichtet, die dort 1898 als Oval aus Zement angelegt worden und bis 1912 in Betrieb gewesen war. Ein früherer Gaststättensaal von Haus Heidefeld, der 1933 abgerissen wurde, hatte der Sporker Kirchengemeinde ab dem 24. Oktober 1919 zu Gottesdiensten gedient. Bis 1938 war in Haus Heidefeld auch das Pfarrhaus untergebracht. Viele Jahre versah der Kapuziner-Pater Sigbert Wagener den Gottesdienst.